# Ценопопуляция
Ценопопуля́ция (от греч. κοινός — «общий» и лат. populatio — население) — совокупность особей вида в пределах одного фитоценоза, занимающего определённое местообитание.
Термин применяется при описании прежде всего растительных сообществ, так как, во первых, установление границ генетической фитопопуляции сопряжено с определёнными трудностями, а во-вторых, понятие популяции как группы свободно скрещивающихся, то есть проявляющих панмиксию, особей применимо только для перекрёстноопыляемых растений. В популяциях же самоопыляющихся, апомиктичных и вегетативно размножающихся растений панмиксия отсутствует.
Ценопопуляция, в отличие от генетической, характеризуется генетическим и морфофизиологическим полиморфизмом. Ценопопуляции в большинстве случаев имеют меньшие размеры, чем генетические, занимая лишь часть их популяционных полей.